# 脱出ポッド
脱出ポッド（だっしゅつポッド、Escape pod）は、大型船や宇宙船が火災や爆発などの緊急事態に晒された際の避難に用いられる、通常は人間1人分の容量を有するカプセルまたは小船舶。より大きく、さらに装備の充実した脱出艇 (Escape ship) もまた同目的に使用される。超音速航空機 (Supersonic aircraft) のような実在の乗物にも僅かながらも採り入れられている。

## 概要

### 軍用機
想定される過剰な高度や速度においては従来の射出座席では安全な利用が不可能なため、B-58ハスラー、XB-70 ヴァルキリー、ジェネラル・ダイナミクスF-111およびB-1Aランサーには全てある種のモジュール式脱出装置が搭載されている。

### 宇宙船
アポロ13号では、司令船を原因とする爆発を受けた機械船が機関停止に陥った際に、本来そのための設計も予定もされていなかった月着陸船 (Lunar Module) を救命艇として使用している。3人の乗組員は定員2名のLM船内で長期間を生き延び、さらに宇宙船本体の軌道修正のためにLMのエンジンを利用した。再突入の少し前に退出したLM"救命ボート"を切り離したクルーは、LMを用いることで節約できた司令船内の最後の電力と酸素とを使い切って地球に帰還した。

### 潜水艦
一隻のみが建造されたソビエト連邦のマイク級原子力潜水艦が有していた脱出カプセルは1989年の沈没時に放出された。オスカー級や同クラスの旧ソ連の潜水艦は乗組員用脱出カプセルを備えているとされるが、クルスク艦 (Kursk) の沈没事故の際に搭乗員はカプセルまで辿りつけなかった。タイフーン級弾道ミサイル潜水巡洋艦にもまたセイル近接部あるいはその付近に脱出ポッドの配置が目されており、ドイツのタイフーン級弾道ミサイル潜水艦ドキュメンタリー『セヴェルスターリ』(Severstal) にて立証がなされている。